# انفجار ژوئیه ۲۰۱۷ لاهور
انفجار ژوئیه ۲۰۱۷ لاهور انفجاری است که روز دوشنبه ۲۴ ژوئیه در شهر لاهور پاکستان رخ داد و بیش از ۷۰ کشته و زخمی برجای گذاشت. این انفجار در نزدیکی بازار تره بار رخ داده است. طالبان پاکستان با صدور بیانیه‌ای مسئولیت این انفجار انتحاری را به عهده گرفت.

## جزئیات انفجار
رسانه‌های پاکستان گزارش دادند که این انفجار دربازار میوه و تره‌بار «خان فیروز» علیه نیروهای پلیس صورت گرفته است.
یک سخنگوی دولت محلی در ایالت پنجاب دربارهٔ علت انفجار گفت که مقامات به دنبال شناسایی علت انفجار هستند. در عین حال دو منبع پلیس در لاهور گفتند که این انفجار در اثر منفجر شدن بمب رخ داده و هدف از آن نیروهای پلیس بوده است. پلیس پاکستان نیز با انتشار گزارشی، انتحاری بودن این انفجار را تأیید کرد.

## تلفات و خسارات
در این عملیات انتحاری دست کم ۲۶ نفر کشته و ۵۰ نفر زخمی شدند. در میان کشته شدگان حداقل ۹ عضو پلیس وجود دارند. سخنگوی سرویس‌های امدادی لاهور نیز، کشته شدن ۲۶ تن در این انفجار را تأیید کرد.

## مسئولت حمله
طالبان پاکستان با صدور بیانیه‌ای ضمن پذیرفتن مسئولیت این انفجار اعلام کردند که یک عامل انتحاری این حمله را انجام داده که طی آن از یک دستگاه موتورسیکلت بمب گذاری شده برای هدف قرار دادن مأموران پلیس استفاده شده است.

## واکنش‌ها
- مقامات پاکستان این حمله را محکوم کردند. محمد نواز شریف نخست وزیر، چودری نثار علی خان وزیر کشور و ژنرال قمر جاوید باجوا فرمانده ارتش پاکستان با انتشار بیانیه‌های جداگانه ضمن محکوم کردن این حادثه، با خانواده قربانیان ابراز همدردی کردند. آن‌ها از مسئولان خواستار ارائه بهترین خدمات پزشکی و درمانی به مجروحین این حادثه شدند.[۵]

## پیشینه
در فوریه و آوریل ۲۰۱۷ طی دو انفجار تروریستی در شهر لاهور دست کم ۲۰ نفر کشته شدند. مسئولیت آن حملات را گروه‌های جماعت الاحرار و طالبان برعهده گرفته بودند.